# Fehér aszfodélosz
A fehér aszfodélosz (Asphodelus albus) a fűfafélék (Asphodelaceae) családjába, az Asphodelus nemzetségbe tartozó évelő növényfaj.
Egyéb nevei: genyőte, fehér genyőte, királyné gyertyája.

## Elterjedése
A mediterrán vidékeken őshonos. Magyarországon főleg a Kemenesháton és a Dunántúl délnyugati részén nő. Elterjedésének északi határa Vas vármegyében, Sitke közelében van. Védett, reliktum faj.

## Megjelenése
100–120 cm magasra növő, koloncos gyökerű, levélrózsás növény. Sötétzöld levelei háromszögletűek, sötétzöldek. Gyertyára emlékeztető szárán vannak fehér virágai. Termése tojásdad alakú tok.

## Életmódja, élőhelye
A mészkerülő lomberdőket kedveli; Magyarországon a cseres–tölgyesek, gyertyános–tölgyesek, nyíresek aljnövényzetében nő.

## Felhasználása
Gyökérgumóját az ókortól ették; a középkorban királyi eledelnek nevezték.